# Bistum Malolos
Das Bistum Malolos (lat.: Dioecesis Malolosina) ist eine auf den Philippinen gelegene römisch-katholische Diözese mit Sitz in Malolos City. Es umfasst die Provinz Bulacan und die Stadt Valenzuela City der Metro Manila.

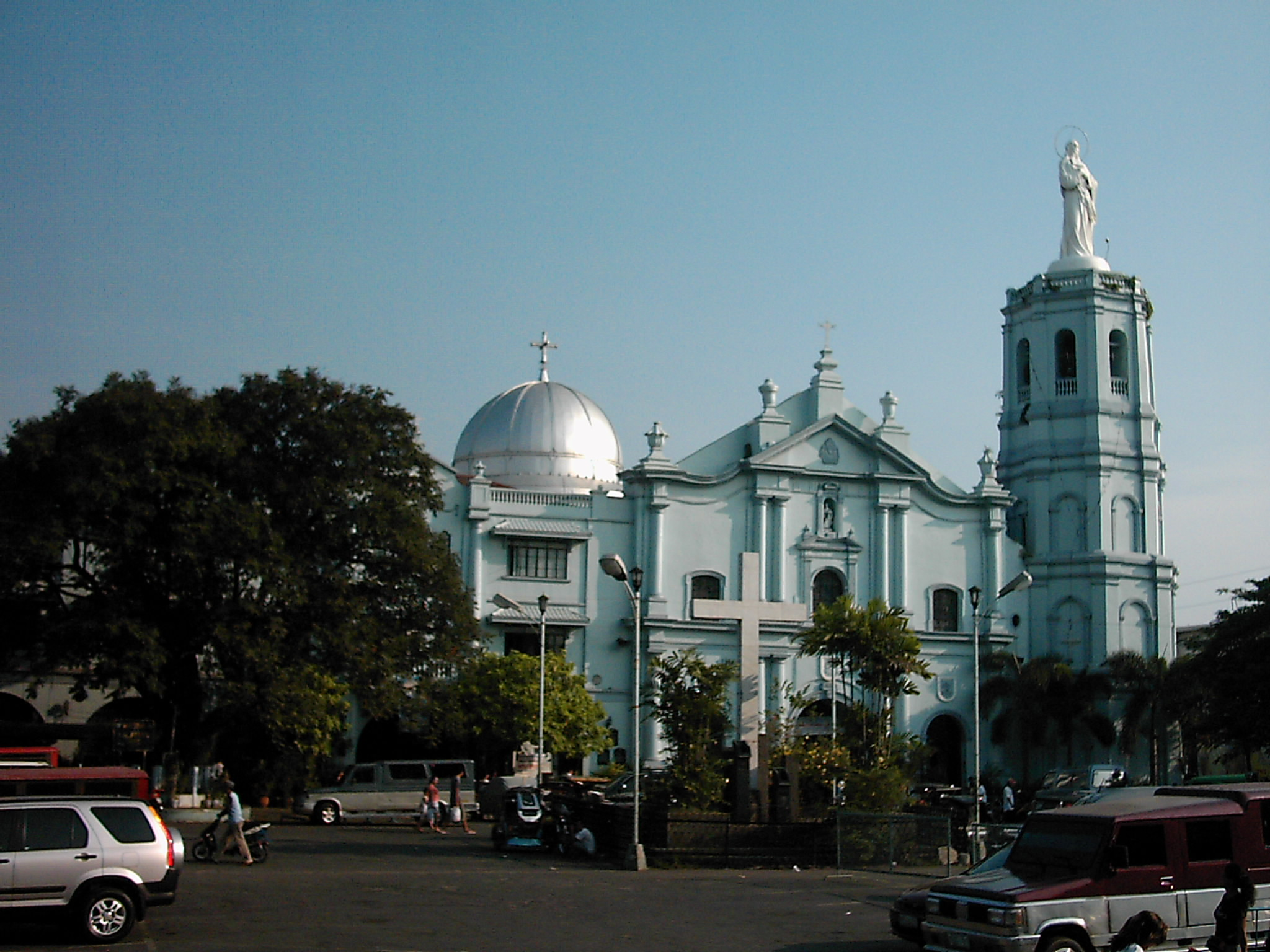
Die Kathedrale von Malolos, Sitz des Bistums

## Geschichte
Papst Johannes XXIII. gründete es am 25. November 1961 aus Gebietsabtretungen des Erzbistums Manila, dem es auch als Suffragandiözese unterstellt wurde. 

## Bischöfe von Malolos
- Manuel del Rosario (1961–1977)
- Cirilo R. Almario (1977–1996)
- Rolando Joven Tria Tirona OCD (1996–2003, dann Prälat von Infanta)
- José Francisco Oliveros (2004–2018)
- Dennis C. Villarojo (seit 2019)

## Statistik
| Jahr | Bevölkerung | Bevölkerung | Bevölkerung | Priester     | Priester         | Priester       | Priester               | Ordensleute  | Ordensleute      | Pfarreien |
| Jahr | Katholiken  | Einwohner   | %           | Gesamtanzahl | Diözesanpriester | Ordenspriester | Katholiken je Priester | Ordensbrüder | Ordensschwestern | Pfarreien |
| ---- | ----------- | ----------- | ----------- | ------------ | ---------------- | -------------- | ---------------------- | ------------ | ---------------- | --------- |
| 1970 | 637.888     | 688.620     | 92,6        | 77           | 68               | 9              | 8.284                  | 13           | 86               | 44        |
| 1980 | 1.083.734   | 1.276.158   | 84,9        | 92           | 89               | 3              | 11.779                 | 3            | 163              | 51        |
| 1990 | 1.335.000   | 1.568.000   | 85,1        | 124          | 122              | 2              | 10.766                 | 4            | 176              | 61        |
| 2000 | 2.760.800   | 3.780.000   | 73,0        | 165          | 158              | 7              | 16.732                 | 7            | 311              | 79        |
| 2003 | 2.467.108   | 2.820.350   | 87,5        | 225          | 223              | 2              | 10.964                 | 4            | 329              | 96        |
| 2013 | 3.438.000   | 3.635.000   | 94,6        | 192          | 192              |                | 17.906                 | 35           | 251              | 107       |
| 2016 | 3.625.000   | 3.831.000   | 94,6        | 198          | 198              |                | 18.308                 | 49           | 326              | 108       |